# بالدوين الثاني، كونت هينو
بالدوين الثاني دي مونس (1056 - 1098؟)؛ كان كونت هينو من 1071 حتى وفاته، هو الابن الأصغر لـ بالدوين السادس، كونت فلاندرز وريتشيلد، كونتيسة مونس وهينو.

## الحكم
أصبح بالدوين كونت هينو بعد وفاة أخيه الأكبر أرنولف الثالث، كونت فلاندرز في 1071، بحيث فقدت عائلته إدعاء بـ لقب كونت فلاندرز الذي مرر إلى عمه روبرت الفريزي.
شارك بالدوين في الحملة الصليبية الأولى مع جيش غودفري من بوليون، ليس مع ابن عمه روبرت الثاني من فلاندرز بسبب الخلافات العائلية مسبوقاً، قام ببيع بعض ممتلكاته إلى أسقف لييج.
في عام 1098 تم إرساله إلى القسطنطينية مع هيو من فرماندوا بعد حصار أنطاكية لطلب المساعدة من الإمبراطور ألكسيوس الأول كومنينوس، ومع ذلك اختفى بالدوين خلال غارة مع السلاجقة الأتراك في الأناضول، ربما يفترض أنه قُتل.
ظل مصير بالدوين غير مؤكد لفترة طويلة، حتى أن أثناء رحلة الحج إلى القدس في 1106، نظمت زوجته أيدا رحلة للبحث عن زوجها المفقود في الأناضول.

## الأبناء
تزوج بالدوين من إيدا من لوفان شقيقة غودفري الأول، كونت لوفان؛ في 1084؛ وأنجبت له:-
1. بالدوين الثالث، كونت هينو.
2. لويس؛ عاش حتى 1096.
3. سيمون؛ أحد رجال الدين في لييج.
4. هنري؛ عاش حتى 1096.
5. ويليام؛ توفي بعد 1117.
6. أرنولد.
7. إيدا (ح.1085 - بعد.1101)؛ تزوجت أولا من غي دي شيفريز، وثانياً من توماس، لورد كوسي.[2]
8. ريتشيلد (ح.1095 - بعد.1118)؛ تزوجت من عموري الثالث دي مونتفورت؛ أصبحت راهبة بعد وفاة زوجها.
9. أيليديز (قبل.1098 - 1153)؛ تزوجت من نيكولا الثاني دي روميني.